# Silly Wizard
Silly Wizard — шотландская фолк-группа, созданная в 1970 году в Эдинбурге. Основателями группы стали два студента-единомышленника: Гордон Джонс (гитара, бойран, вокал, бузуки, мандола) и Боб Томас (гитара, мандолина, мандола, банджо, концертина). Позже к ним присоединился Джонни Каннингем (скрипка, альт, мандола, вокал), ещё учившийся тогда в школе. Они начали выступления в Triangle Folk Club, затем провели концертный тур во Францию в 1972 году. Вскоре группа договорилась с Transatlantic Records о записи альбома вместе с Мэдди Тэйлором, певшим с Silly Wizard во Франции. Альбом записали, но он никогда не был издан.
В группу вошли Фил Каннингем (аккордеон, вистл, фисгармония, синтезатор, гитара, вокал), Аластар Дональдсон, Мартин Хадден (бас гитара, гитара, фортепиано) и Энди М. Стюарт(вокал, вистл, банджо). Их первой выпущенной пластинкой стал Silly Wizard, и группа отправилась в тур по Европе. В составе коллектива произошли некоторые изменения перед выпуском второго альбома Caledonia's Hardy Sons (Highway Records).
Silly Wizard исполняли разнообразную шотландскую народную музыку, как инструментальную, так и вокальную, от джиги и рила до медленных мелодий. Большую часть репертуара составляли народные песни и напевы, но группа также играла собственные произведения. Фил Каннингем писал инструментальную музыку с аккордеоном на первом плане, а Стюарт написал несколько песен в народном стиле. Пение Энди и неистовая, страстная игра братьев Каннингемов сделали их центром группы. Общий стиль Silly Wizard мало менялся до финального альбома, A Glint of Silver, в котором синтезатор стал заметно влиять на общее звучание, придавая ему оттенок музыки нью-эйдж. Можно однако сказать, что в некоторых альбомах (например «So Many Partings» или «Wild And Beautiful») присутствуют тематические или музыкальные эксперименты, которые делают их случайной последовательностью треков — впрочем 5 последних композиций Wild and Beautiful часто исполнялись в начале живых выступлений.
Они продолжали записываться до конца 1980-х, чуть позже группа решила прекратить деятельность после 17 лет выступлений и 9 альбомов. Джонни Каннингем умер 15 декабря 2003 в Нью-Йорке, Аластар Дональдсон умер 18 июня 2013 в Эдинбурге, а 27 декабря 2015 скончался Энди М. Стюарт.

## Признание
Silly Wizard не просто ещё одна фолк-группа; они находятся среди величайших творцов и исполнителей всех времён и народов.
Оригинальный текст (англ.)Silly Wizard is not just another folk music group; they rank with the greatest creators and performers from any country from any time.
— Найлс Дж. Франц
- На Scots Trad Music Awards 2003 Silly Wizard номинирована как лучшая фолк-группа.
- Члены Silly Wizard играли на Celtic Connections в феврале 2007.

## Дискография
- 1976 Silly Wizard
- 1978 Caledonia's Hardy Sons
- 1979 So Many Partings
- 1980 Take the High Road (Сингл)
- 1981 Wild and Beautiful
- 1983 Kiss the Tears Away
- 1985 Live In America
- 1985 Golden Golden
- 1985 The Best Of Silly Wizard
- 1987 A Glint of Silver
- 1988 Live Wizardry
- 2008 Live Again (на основе концертных записей 1983 года)